# Nati nel 1559
| Questa pagina contiene informazioni ricavate automaticamente dalle voci biografiche con l'ausilio del template Bio e di un bot. L'aggiornamento è periodico e automatico e ricostruisce completamente la pagina. Se manca una persona in questa lista, sei pregato di non aggiungerla, ma accertati piuttosto che la sua voce biografica contenga il template Bio e che i dati anagrafici siano correttamente compilati. Se il template Bio manca, inseriscilo tu stesso o, in alternativa, metti l'avviso {{tmp\|Bio}} che ne segnala la mancanza. Se i dati riportati sono sbagliati, correggi direttamente la voce biografica; le modifiche saranno visibili in questa lista entro pochi giorni. Per chiarimenti vedi il progetto biografie. La lista contiene solo le 67 persone che sono citate nell'enciclopedia e per le quali è stato implementato correttamente il template Bio. Pagina aggiornata al 9 nov 2024. |

## Gennaio(3)
- 1º gennaio - Virginia Eriksdotter († 1633)
- 22 gennaio - Ursino de Bertis, vescovo cattolico italiano († 1620)
- 23 gennaio - Gellio Ghellini, religioso italiano († 1616)

## Febbraio(6)
- 7 febbraio - Caterina di Borbone, nobile († 1604)
- 18 febbraio - Isaac Casaubon, filologo classico francese († 1614)
- 19 febbraio - Filippo II di Baden-Baden, nobile tedesco († 1588)
- 21 febbraio - Nurhaci, nobile e militare cinese († 1626)
- 21 febbraio - Giulio Mancini, medico, collezionista d'arte e scrittore italiano († 1630)
- 22 febbraio - Itō Suketaka, militare giapponese († 1600)

## Marzo(1)
- 25 marzo - Wolf Dietrich von Raitenau, arcivescovo cattolico tedesco († 1617)

## Aprile(1)
- 13 aprile - Matsudaira Nobuyasu, militare giapponese († 1579)

## Maggio(4)
- 1º maggio - Filippo Massini, letterato e poeta italiano († 1618)
- 4 maggio - Alice Spencer, nobildonna inglese († 1637)
- 15 maggio - Johann Georg Gödelmann, giurista, diplomatico e scrittore tedesco († 1611)
- 16 maggio - Domenico di Gesù Maria, presbitero spagnolo († 1630)

## Luglio(4)
- 2 luglio - Antonio Monetta, letterato italiano
- 14 luglio - Gregorio Pagani, pittore italiano († 1605)
- 22 luglio - Lorenzo da Brindisi, presbitero, teologo e santo italiano († 1619)
- 23 luglio - Giovanni III Ventimiglia, nobile, politico e militare italiano († 1619)

## Agosto(1)
- 5 agosto - Wawrzyniec Gembicki, arcivescovo cattolico polacco († 1624)

## Settembre(3)
- 3 settembre - Dorotea Maria di Württemberg, nobile tedesca († 1639)
- 21 settembre - Cigoli, pittore, architetto e scultore italiano († 1613)
- 26 settembre - Claudio Rangoni, vescovo cattolico e diplomatico italiano († 1621)

## Ottobre(1)
- 22 ottobre - Jacques Sirmond, gesuita francese († 1651)

## Novembre(1)
- 15 novembre - Alberto d'Austria, cardinale e arcivescovo cattolico austriaco († 1621)

## Dicembre(4)
- 12 dicembre - Cesare Rinaldi, poeta italiano († 1636)
- 13 dicembre - Massimiliano di Béthune, politico francese († 1641)
- 14 dicembre - Lupercio Leonardo de Argensola, poeta, drammaturgo e storico spagnolo († 1613)
- 28 dicembre - Raphael Egli, teologo e alchimista svizzero († 1622)

## Senza giorno specificato(38)
- Ono Ozū, pittrice giapponese († 1631)
- Francesco Angeloni, storico e umanista italiano († 1652)
- Tiziano Aspetti, scultore italiano († 1606)
- Ottavio Belmosto, cardinale e vescovo cattolico italiano († 1618)
- Alessandro Bevilacqua, compositore italiano († 1614)
- Pierre Biard il Vecchio, architetto e scultore francese († 1609)
- Alessandro Borghi, vescovo cattolico italiano († 1613)
- Francesco Cavazzoni, pittore italiano († 1612)
- George Chapman, drammaturgo, traduttore e poeta inglese († 1634)
- Claude Chastillon, architetto, ingegnere e topografo francese († 1616)
- Alessandro De Angelis, gesuita, teologo e astronomo italiano († 1620)
- Orazio Farinati, pittore e incisore italiano († 1616)
- Adam Gumpelzhaimer, compositore e teorico della musica tedesco († 1625)
- Sofia Johansdotter Gyllenhielm, nobile svedese († 1583)
- Hirano Nagayasu, militare giapponese († 1628)
- Hon'inbō Sansa, goista giapponese († 1623)
- Ise Sadaoki, militare giapponese († 1582)
- Ishida Mitsunari, militare giapponese († 1600)
- Kanamori Yoshishige, militare giapponese († 1615)
- John Manners, IV conte di Rutland, nobile inglese († 1588)
- Lanfranco Margotti, cardinale e vescovo cattolico italiano († 1611)
- Fulvio Mariottelli, presbitero e bibliotecario italiano († 1639)
- Salvatore Massonio, letterato, medico e storico italiano († 1629)
- Naoe Kanetsugu, militare giapponese († 1620)
- Dionisio Nencioni di Bartolomeo, architetto italiano († 1638)
- Passignano, pittore italiano († 1638)
- Girolamo Porcia, vescovo cattolico italiano († 1612)
- Robert Rich, I conte di Warwick, conte britannico († 1619)
- Estêvão Rodrigues de Castro, medico, filosofo e scienziato portoghese († 1638)
- Rosato Rosati, architetto italiano († 1622)
- Ercole Sfondrati, I duca di Montemarciano, militare e nobile italiano († 1637)
- Joannes Sturmius Mechlinianus, matematico, medico e poeta belga († 1650)
- Lorenzo Suárez de Figueroa y Córdoba, diplomatico spagnolo († 1607)
- Leonardo Torriani, ingegnere, architetto e storico italiano († 1628)
- Johann Tserclaes, conte di Tilly, generale tedesco († 1632)
- Volpiano Volpi, arcivescovo cattolico italiano († 1629)
- Eustachio White, presbitero inglese († 1591)
- Giovanni d'Enrico, architetto e scultore italiano († 1644)